# Ču Čchüan
Ču Čchüan (čínsky pchin-jinem Zhū Quán, znaky zjednodušené 朱权, tradiční 朱權; 27. května 1378 – 12. října 1448), kníže z Ning (čínsky pchin-jinem Nìngwáng, znaky zjednodušené 宁王, tradiční 寧王) byl sedmnáctý syn Chung-wua, prvního císaře říše Ming. V mládí sloužil jako vojenský velitel na severozápadní hranici, později ho třetí mingský císař Jung-le odstranil z politiky a Ču Čchüan se obrátil k taoismu a hledání nesmrtelnosti, věnoval se literatuře, divadelním hrám ca-ťü, hře na citeru ku-čchin.

## Jména
Ču Čchüan používal řadu přezdívek a pseudonymů, Ta Ming čchi-š’ (čínsky pchin-jinem Dà Míng qíshì, znaky 大明奇士, Excentrik velké mingské [dynastie]), z jeho taoistické víry a hledání nesmrtelnosti vychází Čchü-sien (čínsky pchin-jinem Qúxiān, znaky 臞仙, Vyhublý nesmrtelný), Chan-sü-c’ (čínsky pchin-jinem Hánxūzǐ, znaky zjednodušené 涵虚子, tradiční 涵虛子, Mistr překonávající prázdnotu), Süan-čou tao-žen (čínsky pchin-jinem Xuánzhōu dàorén, znaky 玄洲道人, Taoista z tajemné země), Tan-čchiou sien-šeng (čínsky pchin-jinem Dānqiū xiānsheng, znaky 丹丘先生) a další.

## Život
Ču Čchüan se narodil 27. května 1378 Chung-wuovi, zakladateli a prvnímu císaři říše Ming jako jeho sedmnáctý syn, matkou Ču Čchüana byla jedna z císařových vedlejších manželek, příjmením Jang. Roku 1391 obdržel titul kníže z Ning a o dva roky později byl odeslán do svého sídla v Ta-ningu (moderní Ta-ming ve Vnitřním Mongolsku) na severovýchodních hranicích mingské Číny. V Ta-ningu velel kromě své osobní gardy i tamní posádce, celkem 80 tisícům vojáků a 6  isícům vozů a koní. Zařadil se tak k nejdůležitějším vojenským velitelům říše a jako generál si úspěšnými pohraničními boji získal značný respekt.
Po smrti Chung-wua (roku 1398) usedl na císařský trůn jeho vnuk Ťien-wen, který roku 1399 povolal Ču Čchüana k sobě do hlavního města, Nankingu. Ťien-wen se snažil posílit ústřední moc a v prvním roce vlády poslal do vyhnanství, držel v domácím vězení, či dohnal sebevraždě několik knížat, synů Chung-wua. Z obavy o svůj osud proto Ču Čchüan odmítl splnit příkaz a byl za to zbaven velení nad taningskou posádkou.
V srpnu 1399 proti mingské vládě otevřeně povstal Ču Ti, čtvrtý syn Chung-wua a kníže z Jen sídlící v Pekingu (své tažení nazval kampaň za odstranění nepořádků). Zatímco hlavní císařské síly oblehly Peking, Ču Ti severovýchodně u Šan-chaj-kuanu porazil oddíl vládních vojsk generála Wu Kaoa, vévody z Ťiang-jinu, a přijel s malým doprovodem do Ta-ningu. Ču Čchüan ho přátelsky přijal, ale po několika dnech dorazila Ču Tiho armáda, Ču Čchüan byl zajat, město spáleno (shořela i Ču Čchüanova knihovna) a místní posádka přešla k Ču Timu, čímž se významně zvětšila vojenská síla povstalců. Ču Čchüan se poté podřídil Ču Timu a žil v Pekingu.
Občanská válka trvala do roku 1402, kdy Ču Ti dobyl Nanking a stal se císařem. Následující rok Ču Čchüana přeložil na jih do Nan-čchangu, hlavního města provincie Ťiang-si. Ču Čchüan se poté zcela stáhl z politiky a zaměřil se na psaní, podporu taoismu a hledání nesmrtelnosti.
Taoismus podporoval jak jen mohl, taoistický kánon stavěl dokonce výše než konfuciánský. Z padesátky (či více než sedmdesáti) literárních děl, která napsal anebo zkompiloval, bylo 25 knih o taoismu, taoistické náměty měly též tři z jeho dvanácti dramat. Jeho encyklopedie taoismu Nejčistší a drahá kniha veliké cesty k majestátu nebes (天皇至道太清玉册, Tchien-chuang č’-tao tchaj-čching jü-cche) v osmi ťüanech (kapitolách), byla tak vážená, že byla připojena k taoistickému kánonu. Významná je i Vzácná kniha o říši kovů a minerálů (Keng-sin jü-cche), také dlouhá osm ťüanů, věnující se alchymii. Ze svých prací si Ču Čchüan mimořádně cenil Tajnou knihu počátků (原始秘书, Jüan-š’ mi-šu), která jako jediná z jeho raných prací přežila požár Ta-ningu. V této encyklopedii vyjádřil své taoistické i politické názory (zdůraznil význam knížat v uspořádání státu, káral barbary a vyzdvihoval čínskou kulturu) a ostře napadal buddhismus jako cizorodý „smuteční kult“ odporující čínské kultuře a řádné správě věcí veřejných.
Kromě o taoismu psal na nejrůznější jiná témata. Sestavil Rodinné rady (Ťia-sün), Obřady knížectví Ning (Ning-kuo i-fan), Tajnou historii Chan a Tchang (汉唐秘史, Chan-Tchang mi-š’), vydal knihu esejů, básnické sbírky, a několik dalších antologií. Jeho nejúspěšnějším dílem byla Sbírka o čaji (茶谱, Čcha-pchu). Je také významnou postavou v historii citery ku-čchin, protože roku 1425 sepsal Sbírku zázračných tajemství (神奇秘谱, Šen-čchi mi-pchu), nejstarší zachovalou sbírku skladeb pro ku-čchin. Kromě toho financoval vydávání mnoha vzácných knih a složil dvanáct dramat ca-ťü.
Z tuctu Ču Čchüanových dramat se zachovaly dvě – o hledání nesmrtelnosti a o mladém učenci, který prchne s atraktivní vdovou, aby se s ní nakonec oženil se souhlasem jejího otce. Ceněn je jejich elegantní styl. Je mu též připisována encyklopedie Tchaj-che čeng-jin pchu, spíše sestavená jeho podřízeným ve 30. nebo 40. letech 15. století, která obsahuje soupis 689 her ca-ťü, komentáře k dramatické poezii mnoha tvůrců a 335 melodií pro ca-ťü. Jeho dramatická tvorba (spolu s aktivitami Chung-wuova vnuka Ču Jou-tuna) přispěla k populárnosti her ca-ťü v raně mingském období.
Ču Čchüanovu aktivní účast v kulturním životě a zejména aktivní podporu taoismu následovali po řadu generací i jeho potomci. Ču Čchüan zemřel 12. října 1448 a obdržel posmrtné jméno „kníže Sien z Ning“ (寧獻王). Jeho nejstarší syn Ču Pchan-š’ (朱盘烒) zemřel už roku 1437, proto se novým knížetem z Ning stal Ču Čchüanův vnuk Ču Tien-pchej.